# Yên Quang, Nho Quan
Yên Quang là xã miền núi nằm ở huyện Nho Quan, tỉnh Ninh Bình, Việt Nam.

## Địa lý
Xã Yên Quang cách trung tâm thành phố Ninh Bình 31 km, có vị trí địa lý:
- Phía Đông giáp xã Đồng Phong, Nho Quan
- Phía Nam giáp xã Văn Phong và Văn Phương
- Phía Tây giáp xã Cúc Phương
- Phía Bắc giáp tỉnh Hòa Bình.

Xã Yên Quang có diện tích 11,01 km², dân số năm 2019 là 6.173 người, mật độ dân số đạt 561 người/km².
Đây cũng là xã được công nhận Anh hùng lực lượng vũ trang nhân dân Lưu trữ ngày 15 tháng 3 năm 2016 tại Wayback Machine và là 1 trong 9 xã đầu tiên ở Ninh Bình được công nhận là xã An toàn khu..

## Du lịch

### Hồ Yên Quang
Hồ Yên Quang là hệ thống gồm 4 hồ lớn có tên là hồ 1, hồ 2, hồ 3, hồ 4 nằm trên địa phận xã Yên Quang. Hồ Yên Quang là thắng cảnh thuộc vùng đệm của vườn quốc gia Cúc Phương, giữa hồ 3 có 1 đảo nhỏ, trên đó có 1 ngôi miếu thờ và mặt nước hồ là nơi hội tụ của nhiều đàn chim nước bơi lội. Trên mặt hồ nước trong xanh in bóng những vách núi, rừng cây và những chiếc thuyền câu nho nhỏ, cảnh sắc khá hoang sơ và tĩnh lặng. Hồ Yên Quang cũng là hồ câu cá của người dân Ninh Bình và du khách.
Từ hồ 3 leo qua Quèn Lá vào một thung đất tương đối bằng phẳng, rộng khoảng 100 ha đó là Thung Lá. Vượt qua Thung Lá, leo tới chân dẫy núi đã vôi là du khách tới động Phò Mã giáng. Ngay phía ngoài cửa động có một nhũ đá giống hệt hình hài của một vị Phò mã. Bên trong động có nhiều buồng, mỗi buồng lại có cấu tạo lộng lẫy bởi hệ thống nhũ đá, uy nghi như những cung đình.

### Di tích lịch sử
Di tích quan trọng nhất là đình Mống Lá là một di tích lịch sử đã được xếp hạng. Ngày 7 tháng 2 năm 1951, tại nơi đây Đại tướng Văn Tiến Dũng đã đọc sắc lệnh của Chủ tịch Hồ Chí Minh thành lập Đại đoàn Đồng bằng (nay là Sư đoàn 320, Quân đoàn 3).
- Đình Mống: Thờ Bạch Hoa Tiên Chúa và các vị anh hùng dân tộc Mường. Đình Mống là nơi thành lập đại đoàn 320.[4] Đây là căn cứ địa cách mạng trong các chiến dịch Tây Nam Ninh Bình. Công chúa Bạch Hoa con vua Trần Thuận Tông, chạy loạn Hồ Quý Ly cướp ngôi nhà Trần đã về đất này. Công chúa được thờ ở 9 nơi thuộc vùng Gia Viễn - Thanh Liêm.
- Đình Lá: Thờ Trần Nguyên Hãng, vị tướng thời Trần có công đánh giặc và phản đối sự chuyên quyền và cướp ngôi của Hồ Quý Ly. Đình Lá còn là căn cứ địa cách mạng của trường Quân chính (Quân khu) và là nơi đóng quân của bệnh viện K32 (Bệnh viện Quân y 5 ngày nay).[5]
- Động Phò Mã là thắng cảnh đẹp nhất trong khu du lịch sinh thái hồ Yên Quang. Động nằm sâu trong rừng núi Cúc Phương và cách đập ngăn giữa hồ 2 và 3 khoảng 3 km. Động Phò Mã ghi dấu ấn của phò mã Trương Quán Sơn thời Đinh đã tập luyện võ nghệ và hóa đá ở đây.

Các di tích của xã Yên Quang nằm rất gần đền Bồng Lai là đền chính thờ Cô Đôi Thượng Ngàn, tiên nữ nổi tiếng trong truyền thuyết Ninh Bình và tín ngưỡng thờ Mẫu Tam Phủ nên tạo thành một quần thể khu du lịch sinh thái hồ Yên Quang rất hấp dẫn.

### Khoai lang Hoàng Long
Khoai lang Hoàng Long là loại cây đặc sản của tỉnh Ninh Bình nói chung và vùng Nho Quan - Gia Viễn bên sông Hoàng Long nói riêng. Khoai Hoàng Long có thịt củ bở, màu vàng nhạt, bùi, ngọt và có mùi thơm đặc trưng. Hiện nay, Trung tâm Thực nghiệm Sinh học Nông nghiệp công nghệ cao thuộc Viện Di truyền nông nghiệp Việt Nam đã thử nghiệm và phục tráng thành công giống khoai lang Hoàng Long cho năng suất, chất lượng cao trên diện tích 3 ha tại các xã Yên Quang và Phú Sơn huyện Nho Quan. Khoai Hoàng Long cùng với dê núi Ninh Bình, rượu Kim Sơn, dứa Đồng Giao, cơm cháy Ninh Bình là những đặc sản tiêu biểu được xây dựng thương hiệu và đem vào phục vụ du lịch.
Khoai lang Hoàng Long nguyên là giống nhập nội từ Trung Quốc có tên là Tương bần số 59. Năm 1960, KS. Quách Ngọc Ân - Cục Trồng trọt mang về khảo nghiệm tại huyện Hoàng Long (nay là huyện Gia Viễn và huyện Nho Quan), Ninh Bình. Do có nhiều đặc tính quý, khoai lang Hoàng Long được trồng phổ biến ở nhiều nơi ở Việt Nam; tuy nhiên nó vẫn được gọi là khoai lang Hoàng Long và là một đặc sản nổi tiếng của Ninh Bình. Giống khoai lang Hoàng Long Ninh Bình có dạng thân bò trải, màu tím; lá hình tím màu xanh, lá ngọn có màu xanh tím; vỏ củ màu hồng nhạt, ruột củ màu vàng, bở. Thời gian sinh trưởng 120 - 125 ngày, năng suất đạt 10 - 12 tấn/ha, thích hợp với chân đất pha cát nhẹ. Trong củ khoai lang Hoàng Long Ninh Bình, hàm lượng chất khô đạt 29,22%; hàm lượng tinh bột là 25,10%; hàm lượng đường tổng số đạt 21,67%.